# Giacomo Fornoni
Giacomo Fornoni (né le 26 décembre 1939 à Gromo dans la province de Bergame en Lombardie et mort le 26 septembre 2016 à Rogeno) est un coureur cycliste italien des années 1960. 

## Biographie
Professionnel de 1961 à 1969, Giacomo Fornoni a été champion olympique du contre-la-montre par équipes aux Jeux de 1960 et a remporté le Trophée Baracchi avec Gianni Motta en 1964.

## Palmarès
- 1960
  -  Champion olympique du contre-la-montre par équipes (avec Antonio Bailetti, Ottavio Cogliati, Livio Trapè)
- 1961
  - 2e du Trophée Baracchi (avec Battista Babini)
- 1962
  - 3e du Grand Prix de Forli
  - 8e du Grand Prix des Nations
- 1964
  - Trophée Baracchi (avec Gianni Motta)
- 1968
  - 1re étape de la Cronostafetta

## Résultats sur les grands tours

### Tour de France
- 1963 : abandon (8e étape)
- 1965 : 89e
- 1966 : abandon (10e étape)

### Tour d'Italie
- 1961 : abandon
- 1962 : abandon (14e étape)
- 1963 : 80e
- 1964 : abandon
- 1965 : 51e
- 1966 : 81e
- 1967 : abandon